# Wono Kerto
Wono Kerto is een bestuurslaag in het regentschap Sleman van de provincie Jogjakarta, Indonesië. Wono Kerto telt 9144 inwoners (volkstelling 2010).